# ریسک عملیاتی
ریسک عملیاتی عموماً ناشی از اشتباهات انسانی یا اتفاقات و خطای تکنیکی تعریف می‌شود. این ریسک شامل تقلب (موقعیتی که معامله‌گرها اطلاعات غلط می‌دهند)، اشتباهات مدیریتی و کاستی کنترل می‌شود. خطای تکنیکی ممکن است ناشی از نقص در اطلاعات پردازش معاملات، سیستم‌های جابه‌جایی یا به‌طور کلی هر مشکل دیگری در سطح سازمان روی می‌دهد، باشد.
ریسک‌های عملیاتی ممکن است منجر به ریسک‌های اعتباری و بازار شوند. به عنوان مثال یک اشتباه عملیاتی در معامله تجاری مانند عدم انجام جابه‌جایی ممکن است ریسک بازار یا ریسک اعتباری ایجاد کند، زیرا هزینه آن به تغییرات قیمت بازار وابسته است.
لذا مدیریت این ریسک نیاز مبرم همه مؤسسات مالی اعم از بانکها، مؤسسات اعتباری، بیمهها و ... میباشد.
بسته خدمات رایزن در زمینه ریسک عملیاتی شامل موارد زیر میباشد:
. شناسایی سطح مشتری در مدیریت ریسک عملیاتی و تعیین نیازها و اولویتها
. تعیین سیاستهای ریسک عملیاتی مطابق با سیاستهای مشتری
. شناسایی و آنالیز علل ریشهای (RCA)
. شناسایی و تحلیل رویدادها و زیانها
. طراحی نرمافزار و پیادهسازی آن مطابق نیازهای مشتری
. طراحی شاخصهای کلیدی ریسک و چکلیستهای کنترل عملیاتی
تهیه فرایندها و چارچوبهای گزارشگیری بر اساس نیازهای مشتری و با استفاده از نرم‌افزار
همه خدمات فوق به صورت گام به گام و با دریافت تأیید مشتری انجام می‌شود. این خدمات میتوانند به صورت کامل توسط رایزن انجام شوند، یا با مشاوره رایزن توسط کارشناسان مشتری انجام گیرند. این خدمات در بسترهای زیر ارائه می‌شوند:
· آموزش
· مشاوره
· پیاده سازی
· تأمین نیروی متخصص
· کنترل کیفیت پروژهای در دست اجرا
پیشنهاد رایزن دریافت خدمات فوق به صورت بسته کامل میباشد. ولی در صورت نیاز هرکدام از خدمات به صورت مستقل از هم نیز قابل اجرا می‌باشند.
در نتیجه استفاده از خدمات رایزن نه تنها شناسایی و مدیریت ریسکهای عملیاتی فعلی مشتری ممکن می‌شود، بلکه بستری امن برای رشد و توسعه خدمات مشتری در بازارهای رقابتی ایجاد میگردد